# Andorre aux Jeux paralympiques d'hiver de 2018
L'Andorre participe aux Jeux paralympiques d'hiver de 2018 à Pyeongchang, en Corée du Sud, du 9 au 18 mars 2018. Il s'agit de la cinquième participation du pays aux Jeux paralympiques d'hiver.

## Composition de l'équipe

### Ski alpin
- Roger Puig, est le seul athlète à représenter Andorre lors de ces Jeux.